# 욘 소르 비르기손

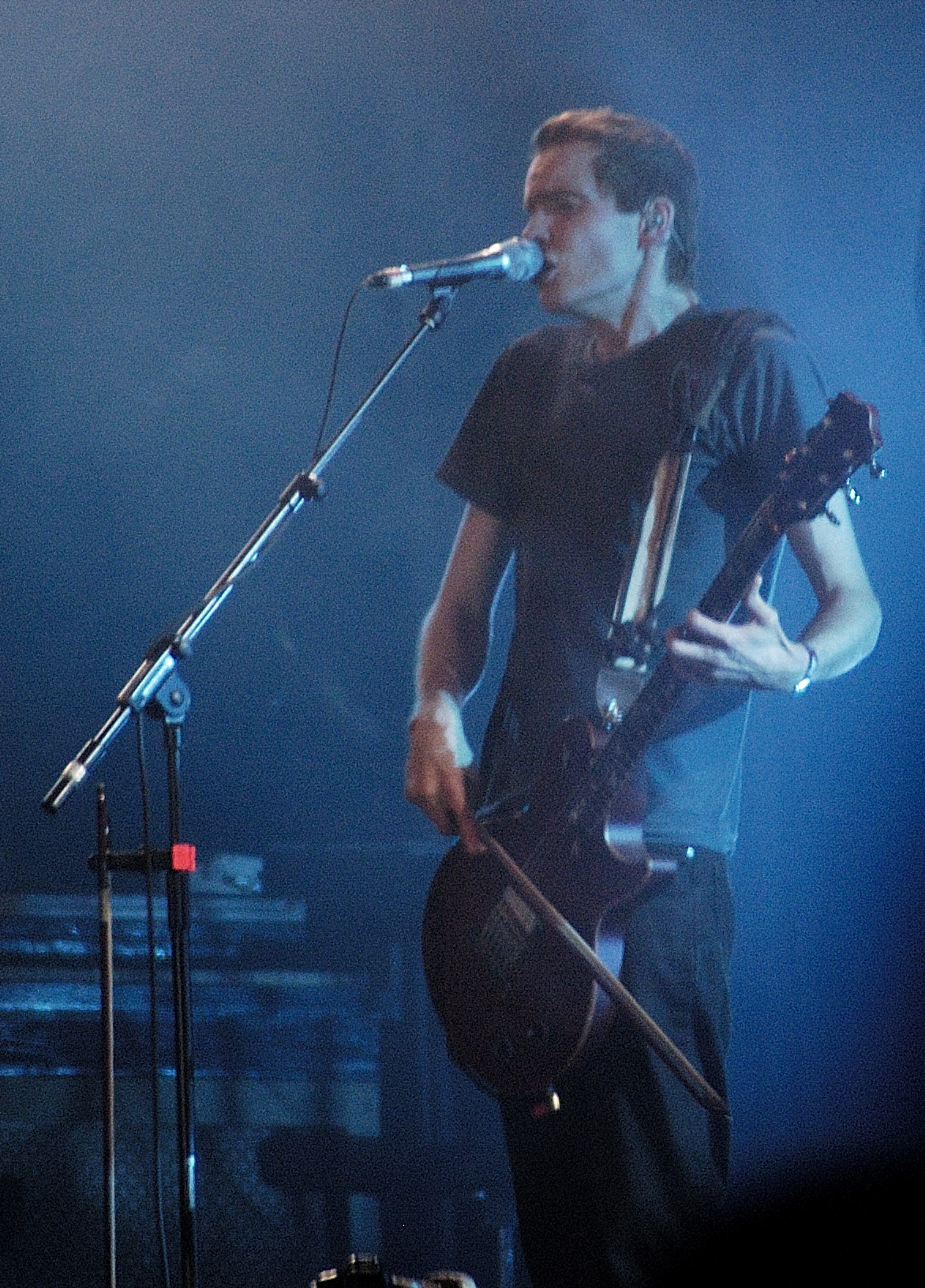
욘 소르 비르기손

욘 소르 비르기손(아이슬란드어: Jón “Jónsi” Þór Birgisson)은 아이슬란드 록 그룹 시규어 로스의 보컬이다. 별명은 욘시(Jónsi)이며, 독특한 가성 창법과 첼로 활로 전기 기타를 연주하는 주법으로 유명하다.
그는 동성애자이고, 오른쪽 눈이 안 보이며, 채식주의자이다.